# Pathai P. Sámuel
Kannási Pathai P. Sámuel, Patai (Dunapataj, 1600 körül –  Ismeretlen az 1660-as évek eleje) református lelkész, a Dunamelléki Református Egyházkerület püspöke 1652-től haláláig.

## Élete
Apját Kannási Jánosnak hívták, ki Kálmáncsehin volt rektor. Debrecenben tanult, hol 1617. május 1-jén subscribált, de még abban az évben rektornak ment Laskóra, hol két évet töltött. Aztán a külföldi egyetemeket látogatta meg. Hazatérve, előbb Laskai János superintendens mellett a veresmarti, majd a tolnai iskola rektora lett. 1630-ban lelkész lett Solton, 1634-ben pedig Szent György-napkor Tolnára hívták papnak és itt szolgált 19 évig, viselvén egyszersmind a tolnai traktus seniori hivatalát is. Itt később esperessé választotta a tolnai egyházmegye, 1652 márciusában pedig püspökké az alsódunamelléki egyházkerület. 1653-ban Dunapatajra vitték papnak, ahol azonban 1657-ben kimaradt ebbeli hivatalából. Püspöki tisztét azonban haláláig viselte, mely legkésőbb 1661-ben következett be.
Munkája az a levél, melyet 1647. szeptember 10-én Szilágyi Benjámin Istvánhoz írt az alsódunamelléki és a baranyai egyházkerület múltjáról, mely rendkívül becses adatokat tartalmaz és fejlett történetírói felfogásról tesz tanúságot.